# Équipe cycliste Europ Decor
Europ Decor est une équipe cycliste professionnelle belge créée en 1982 et disparue à l'issue de la saison 1984. Elle porte le nom de Europ Decor-Dries pour sa deuxième saison et de Europ Decor-Boule d'Or pour sa dernière saison.
En 1983, lors de sa participation au Tour d'Italie, Frank Hoste remporte la 16e étape secteur a. L'année suivante, au Tour de France, Frank Hoste remporte les 1re, 6e et 21e étapes et le classement par points tandis qu'Alfons De Wolf remporte la 14e étape.